# Ruta (knjiga)
Ruta (heb. ‏רות Rut; grč. Ρούθ; lat. Ruth) naslov je osme knjige Staroga zavjeta. U katoličkom kanonu ubraja se među Povijesne knjige, a u židovstvu među Spise i među pet svitaka (Megilot). Kratica za ovu knjigu: Rut.

## Struktura
Ruta je vrlo kratka knjiga, a sastoji se od četiri dijela. U prvom dijelu (Rut 1), predstavljena je Noemi i njezine dvije snahe, Ruta i Orpa. Drugi dio (Rut 2) sadrži izvještaj o boravku Noemi i Rute u Judeji i o Rutinu pabirčenju na Boazovu polju, a treći dio (Rut 3) opisuje noć na gumnu i Rutin odnos s Boazom. Knjiga završava (Rut 4) opisom Boazove ženidbe s Rutom.

## Sadržaj
Knjiga govori o Moapki Ruti koja se bila udala za Židova čiji su se roditelji, Noemi i Elimelek odselili iz Betlehema u Judeji u područje Moaba i naselili se na Moapskim poljanama. Nakon smrti svoga muža i dvojice sinova, Noemi se odlučuje vratiti u Betlehem. Jedna njezina snaha, Orpa, ostaje u Moabu, a druga snaha, Ruta, ostaje vjerna svojoj svekrvi i s njome se vraća u Betlehem.
Budući da Noemi i Ruta ondje nisu imale vlastitih prihoda, Ruta počinje pabirčiti po poljima, to jest skupljati ono što je ostalo za žeteocima. Tako upoznaje vlasnika polja, Boaza koji je bio iz roda Elimeleka, Noemina pokojnog muža. Prema propisima Staroga zavjeta, Boaz, kao njezin rod, trebao joj je biti skrbnik, pa Ruta od njega traži zaštitu jedne noći na gumnu. To je značilo da traži od njega da je, prema zakonu, uzme za ženu i tako nastavi potomstvo svoje obitelji.
Ipak, postojao je još jedan bliži Elimelekov rođak koji je imao pravo na Elimelekovo vlasništvo koje je uključivalo jednu njivu, a tko je kupio njivu trebao je s njome preuzeti i Rutu. Taj je skrbnik to odbio, a Boaz otkupljuje njivu i ženi se Rutom.
Riječ je o pobudnoj priči koja želi pokazati da pouzdanje u Boga donosi čovjeku, u ovom slučaju Ruti, nagradu. Bitno je pritom da je Ruta bila strankinja, a ne pripadnica izraelskoga naroda. Na taj način, u vrijeme kad je Bog viđen kao Bog Izraelov, ova knjiga otvara vrata njegova milosrđa i prema drugima. Posebnu važnost knjiga je dobila zbog činjenice da se Ruta spominje kao prabaka kralja Davida i kao jedna od žena spomenutih u Isusovu rodoslovlju.

## Datiranje
Iako se događaji opisani u ovoj knjizi smještaju u vrijeme Sudaca, vrijeme nastanka knjige o Ruti vrlo je sporno, a različite pretpostavke kreću se od vremena kraljeva Davida i Salomona (10. st. pr. Kr.), pa do vremena Nehemijina, nakon povratka Židova iz babilonskoga progonstva (6. st. pr. Kr.). Na ovo kasnije datiranje navodi mjesto knjige u hebrejskom kanonu, među Spisima, kao i obiteljski običaji opisani u knjizi. S druge strane, knjiga je po svemu mogla biti napisana u monarhijskom razdoblju, u vrijeme Kraljevstva Jude, osobito izuzme li se njezine završne retke koji sadrže rodoslovlje do kralja Davida (Rut 4,18-19).

## Povijesno značenje
Riječ je o pobudnoj priči, a ne o povijesnom izvještaju, pa u njezinim likovima i događajima ne treba tražiti odraz stvarnih likova i događaja. Ipak, knjiga opisuje obiteljske običaje i svakodnevni život koji nisu izmišljeni, o čemu postoje i arheološke potvrde.

## Hrvatski prijevodi
Ignac Kristijanović je spremio kajkavski prijevod Rute. Prijevod se pojavio u Danici zagrebečkoj 1848. godine.

I Booz reče njoj: kada bude došla vura jest iti, dojdi samo sim, i jedj kruh, i tvoj zalogaj omoči vu ocet. I ona se je vsela na stran žnjaćev, i on je pred nju praženo položil, i ona je jela, ter se zasitila, i ostanke je z-sobum vzela. I ona se je stala, da bi i pak po navadi latje pobirala. Ali Boz je zapovedal svojem slugom, govoreći: da bi ona takaj žeti hotela z-vami, naj te njoj braniti: i od vašeh snopov hitete takaj navlaš i nje pušćajte ležati, da nje prez srama pobere, i kada nje bude pobirala, naj nju nigdo nekara. Ovak je ona na polju tja do noći pobirala, i kad' bi ona z-batinum bila tukla, i ztepala, kaj je nabrala, našla je jačmena skoro meru za jeden Ephi, to je: tri merice. I ove vzemša je se nazad vu varaš povernula, i nje pokazala svojoj svekervi: zverhu toga je izvadila, i dala njoj od ostankov jela, z-kojem se je bila zasitila. (2,14-18)

## Ostali projekti Wikimedije
|  | Wikizvor ima izvorni tekst Ruta (Šarić) |